# Piromància

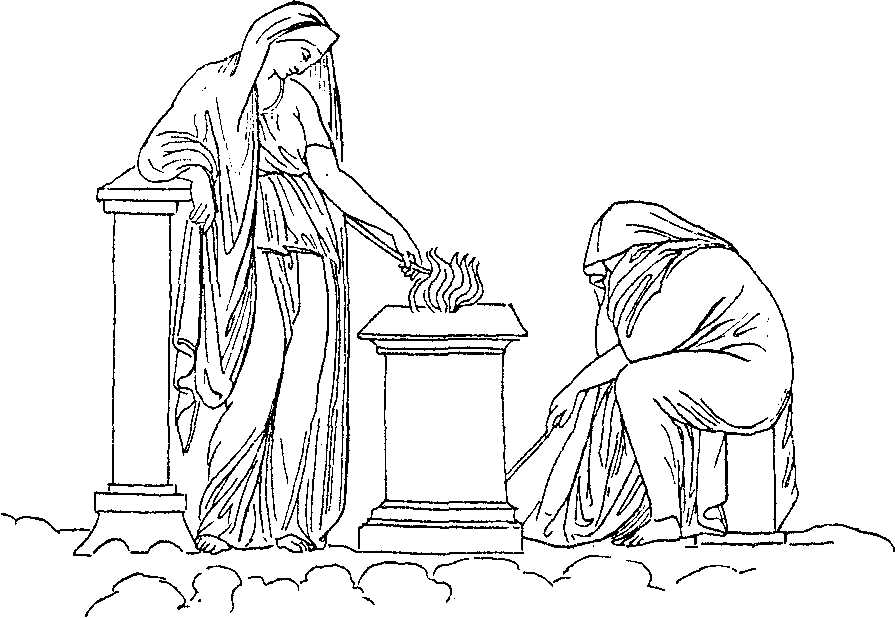
Piromància

La piromància, del llatí pyromantĭa, i aquest del grec πυρο- (piro-, relatiu al foc) i -μαντεία (-mancia, endivinació, predicció), consisteix en l'endevinació per l'observació del foc.

## Orígens
Donada la importància del foc en les cultures primitives, és molt factible que la piromància fos una de les primeres formes d'endivinació. Es diu que a l'antiga Grècia, les verges del Temple d'Atenea a Atenes, i possiblement també els seguidors d'Hefest, el déu del foc i la forja, practicaven regularment la piromància.
En l'antiga Xina es va practicar la piromància des del Neolític. Durant les dinasties Shang i Zhou, es va practicar una forma de piromància aplicant calor als ossos oraculars (principalment grans escàpules de bou o plastrons de tortuga). Es practicaven orificis en els ossos, i en aplicar una vareta roent l'os es trencava, produint una esquerda que era interpretada per l'endeví. Les inscripcions que registraven les prediccions en els ossos cap al final de la dinastia Shang, coneguda com a escriptura dels ossos oraculars, constitueixen el més antic corpus significatiu d'escriptura xinesa arcaica que es coneix.

## Tipus de piromància
Relacionada originàriament amb el foc dels sacrificis, la forma més bàsica de piromància és aquella en què l'endeví o endevina observa les flames d'un foc ritual, una espelma o alguna altra font de flama, i interpreta les formes que hi distingeix. Els indicis principals eren el moviment i el color de la flama: les flames allargassades, verticals i sense fum anunciaven bons auguris, i les ondulades i curtes constituïen mals auguris. Depenent de la forma com s'aplica el foc o l'escalfor, o del suport o elements utilitzats en el ritual, el procés piromàntic es coneix amb els noms següents: 
- Alomància, endevinació que implica el llançament de sal a les brases del foc.
- Botanomància, endevinació en què l'objecte cremat és una planta.
- Capnomància, endevinació basada en el fum produït (un fum lleuger que puja directament s'entén com de bon auguri).
- Causinomància, endevinació mitjançant la crema d'objectes, siguin del tipus siguin.
- Dafnomància o empiromància, endevinació cremant fulles de llorer.
- Escapulomància, endevinació mitjançant escàpules animals, usades a Àsia i Amèrica del Nord.
- Osteomància, endevinació usant ossos es denomina. Un tipus d'osteomància implica l'escalfament dels ossos per produir cruixits i esquerdes.
- Plastromància, endevinació usant plastrons de tortuga.
- Sideromància, endevinació interpretant els reflexos (semblants a estels) que apareixien col·locant un nombre de palletes sobre un ferro roent perquè es cremin.